# Video Phone
A Video Phone Beyoncé Knowles amerikai R&B énekesnő nyolcadik és egyben utolsó kislemeze az I Am… Sasha Fierce című albumról. A dalból később egy remixváltozat is készült, amelyben Lady Gaga is énekel. Szövege a kamera előtti vetkőzésről szól.
A dal megosztotta a kritikusokat, akik közül többen annak adtak hangot, milyen rosszul sült el a Lady Gagával közös változat. Az eredeti albumverzió felkerült Ausztrália, Spanyolország, az Egyesült Királyság és az Egyesült Államok slágerlistáira, de nem ért el nagy sikert. A remixverzió 65. helyezést ért el a Billboard Hot 100-as listáján, és első lett a Hot Dance Club Songs listán. Felkerült Ausztrália, Új-Zéland és Csehország slágerlistáira is. A legjobban Belgiumban szerepelt.
A számhoz készülő videóklipben a remixváltozat került felhasználásra, így abban Lady Gaga is szerepet kapott. A videó a Kutyaszorítóban című film és a világ első fétismodellje, Bettie Page előtt tiszteleg. A kritikusok ezt pozitívan értékelték, ugyanakkor többen kifogásolták, hogy nincs semmi érdekes és újító a klipben. A videó díjat kapott a Black Entertainment Television díjátadó gáláján Az év videója kategóriában.

## Háttér és kompozíció
A Video Phone dalszövegét Beyoncé Knowles, Shondrae Crawford, Sean Garrett szerezték, a bővített verzió szövegében Lady Gaga is közreműködött. A dal producerei Bangladesh, The Pen és Knowles voltak. A kislemez 2009. szeptember 22-én került a rádiókhoz az Egyesült Államokban. A megjelenést nem sokkal később visszavonták 2009 októberében, és a Life & Style magazinban bejelentették, hogy Lady Gaga közreműködésével egy remixváltozat készül a dalhoz. Az I Am… Sasha Fierce 2009-ben bővített számlistával kiadott deluxe változatán a Lady Gagával közös változat is szerepel.
A dal szövege több esetben is mögöttes szexuális jelentéstartalommal bír. A számban uralkodó szexuális túlfűtöttséget Beyoncé és Gaga nyögései és sóhajtozásai is kifejezik a dalban. Chris Willman a Yahoo! internetes portáltól azt mondta, hogy a dal „a Skype-on, webkamerával történő szex ünnepe, mely során a nő egy olyan férfinek ad egyszemélyes show-t, akit csupán futólag ismer egy klubból.” Lady Gaga a dal közepén jelenik meg, és az alábbiakat énekli: „You my phone star. And I’m happy when my lights flashin”. A dal 120-as percenkénti leütésszámmal rendelkezik és A mólban íródott.

## Fogadtatás
Alexis Petridis, a The Guardian című brit napilap írója Beyoncé Diva című számához hasonlította a dalt. „[A Video Phone] ugyanolyan furcsa, de sokkal jobb, és egy szokatlan Beyoncé Knowles-t ismertet meg velünk, az amatőr pornóst: »You want me naked? If you like this position you can tape it.« (»Meztelenül akarsz látni? Ha tetszik ez a pozitúra, felveheted.«)” – írta. Colin Mcguire a PopMatterstől ezt írta: „A Video Phone kellően szexi ahhoz, hogy kellemetlen legyen [Beyoncénak], amikor az apjával egy szobában visszahallgatja.” Sal Cinquemani, a Slant Magazine írója azt mondta, a dal hirtelen befejezést adott az I Am... Sasha Fierce albumnak. A remixváltozatról írt kritikájában Fraser McAlphine a BBC Radio 1 rádiócsatornától negatív értékelést adott a dalnak és ezt írta: „[…] mi értelme van GaGa szerepeltetésének a dalban? Tudom, hogy a Beyoncé-rajongók nem fognak szeretni amiatt, amit mondok, de nem tudok másra gondolni, minthogy ez a »ha nem tudod legyőzni őket, csatlakozz hozzájuk« felfogás egy példája.” Chris Willman a Yahoo!-tól Lady Gaga Telephone című számához hasonlította a számot, amelyben Beyoncé szerepel mint közreműködő előadó. „Ha ez egy verseny akart lenni, akkor azt kell mondjam, Gaga száma kiüti Beyoncé-ét.” – írta.

## Videóklip

### A videó készítése és bemutatása

A videóklipben Lady Gaga (jobbra) megmutatta a benne rejlő Beyoncét.

A Hype Williams rendezése alatt készült videóklip a Video Phone bővített, remixelt változatához készült. 2009. október 15-én Williams egyik szóvivője megerősítette az MTV-nek, hogy igazak a pletykák, melyek szerint Beyoncé és Lady Gaga közös videót készít. A forgatás Brooklyn Greenpoint nevű környékén zajlott. A New York-i Z100 rádiónak adott interjújában Lady Gaga ezt mondta a Beyoncéval való közös munkáról: 

„Amikor a videót forgattuk, odahívott magához és megkérdezte: »Mit szeretnél csinálni?« […] Én erre azt feleltem: »Nem akarok valami kicseszett frizurát, sem a divatdiktátor Gaga lenni a videódban.« Azt mondtam, »Téged akarlak alakítani benne.« […] Az én saját Beyoncé-verziómat. Szóval folyton csak a koreográfiát tanultam, és mindenki ’Gee-yoncé-nak hívott.

A videó premierje eredetileg 2009. november 5-én lett volna, de meg nem nevezett okok miatt a bemutató elmaradt. A videó végül 2009. november 17-én, amerikai idő szerint dél után egy perccel debütált világszerte.

### A klip története
A videó elején Beyoncé egy sikátorban sétál, mögötte több öltönyös férfival – ez a nyitójelenet Quentin Tarantino Kutyaszorítóban című filmjét idézi. A bevezetőrész után kezdi el Knowles énekelni a dal szövegét egy fekete-fehér latexruhában, és közben többször egy nagy szemüveget tart arca elé. Ebben a részben két férfi is megjelenik, akiknek kamera van a fejük helyén. A következő jelenetben Beyoncé-t testszínű ruhában láthatjuk, ahogy két férfival viaskodik játékpisztolyokkal a kezében. Lady Gaga szövegrésze alatt mindkét énekesnő egyrészes, fehér ruhát visel hozzá illő fehér kesztyűkkel kiegészítve. A kamerába nézve énekelnek, és közben játékpisztolyokkal lövöldöznek, Beyoncé pedig nyilakat is lő egy nagy dartstáblához kötözött férfira, akinek szintén kamerafeje van. Ezután a két énekesnő fehér háttér előtt ad elő egy táncot, amelyben mind a ketten ugyanazokat a mozdulatokat teszik egyszerre. Beyoncé a következő jelenetben Bettie Page előtt tiszteleg öltözékével, és újabb fegyvereket láthatunk a kezében. A videó végén Knowles egy motorkerékpáron ülve lövöldöz pisztolyával, s közben képeket láthatunk a klip legelejéről.

### A klip fogadtatása
James Montgomery az MTV-től értékelésében azt írta, bár a klip nem hozott semmi újdonságot, mégis tele van jó pillanatokkal. Méltatta Beyoncé tánctudását, a ruhákat, illetve Lady Gagát, aki egy tőle szokatlan arcát mutatta meg a videóban. Jim Farber, a New York-i Daily News írója ezt írta: „A Video Phone klipje […] nem sokat mutat abból, milyen összhang van a két díva között.” Emellett kifogásolta az új és eredeti ötletek hiányát is a videóból. Daniel Kreps, a Rolling Stone írója szerint a klip „filmes tisztelgések és ruhaváltások […] parádéja.” Beyoncé megjelenését a videóban Bettie Page mellett Katy Perry-éhez és M.I.A.-éhoz hasonlította. A Daily Mail brit napilap pozitív értékelést közölt a klipről, melyben úttörőnek és csintalannak nevezte azt. A videó a kilencvenkilencedik helyen szerepelt a BET tévécsatorna A 2009-es év legjobb videói nevű visszaszámlálásán. 2010-ben jelölést kapott a japán MTV Video Music Awards gálára A legjobb közreműködés egy videóklipben kategóriában. A 2010-es BET díjátadóra két jelölést kapott, Az év videója és A legjobb közreműködés egy videóklipben kategóriákban, melyek közül előbbit sikerült megnyernie a 2010. április 27-én tartott gálán. 2010. augusztus 3-án a videó öt jelölést kapott a 2010-es MTV Video Music Awards gálára Az év videóklipje női előadótól, Az év pop videóklipje, A legjobb közreműködés egy videóklipben, A legjobb koreográfia videóklipben, és A legjobb művészeti rendezés videóklipben kategóriákban, ám egyik jelölését sem sikerült díjra váltania.

## A kislemez dalai és formátuma
| - Amerikai/Brit CD kislemez 1. Video Phone (Album verzió) – 3:35 2. Video Phone (Instrumentális) – 3:27 - Nemzetközi digitális letöltési csomag 1. Video Phone – 3:35 2. Video Phone (Bővített verzió Lady Gagával) – 5:04 3. Poison – 4:04 | - Brit digitális letöltési remix csomag 1. Video Phone (Bővített verzió Lady Gagával) – 5:04 2. Video Phone (Gareth Wyn remix) – 7:53 3. Video Phone (Oli Collins & Fred Portelli remix) – 7:02 4. Video Phone (Doman & Gooding Playhouse Vocal Remix) – 6:33 5. Video Phone (My Digital Enemy remix) – 7:00 6. Video Phone (Gareth Wyn remix radio edit) – 3:57 |

## Slágerlistás helyezések
Az album 2008-as megjelenését követően a dal felkerült az amerikai Bubbling Under R&B/Hip-Hop Songs listára. Miután 2009-ben megjelent kislemezként, a 70. helyen debütált a Hot R&B/Hip-Hop Songs listán, a későbbi legjobb helyezése a 37. volt. Ezzel az I Am... Sasha Fierce lett az első album a 21. században. amelyről 7 dalnak is sikerült felkerülnie erre a listára; a Video Phone-on kívül a Single Ladies (Put a Ring on It), az If I Were a Boy, a Diva, a Halo, az Ego és a Sweet Dreams. 2009. december 12-én a Video Phone remixváltozata a 65. helyen nyitott a Billboard Hot 100 listán, így az album kislemezei közül a Video Phone érte el a legrosszabb helyezést a Hot 100-on. 28.000 példányt adtak el a dalból digitális úton, melynek a 93%-a a remixváltozatra irányult, habár a rádióállomások inkább a dal eredeti változatát játszották. A Video Phone lett Beyoncé tizennegyedik első helyezett dala a Hot Dance Club Songs listán, zsinórban már a hatodik dala bizonyult a legjobbnak. A Nielsen Soundscan mérése alapján összesen 287.000 példányt adtak el a dal bővített változatából.
Ausztráliában a dal eredeti változata a 89. pozícióban debütált, a legjobb pozíciója pedig a 66. volt az ausztrál kislemezlistán. 2009. november 30-án a 40. helyen debütált a dal remixváltozata, a következő héten pedig a 31. helyre lépett előre mely későbbi legjobb helyezésévé vált. Új-Zélandon a bővített verzió a 33. helyen nyitott, majd pedig két hét múlva elérte csúcsát, a 32. pozíciót. Az Egyesült Királyságban az eredeti dal a 91. helyen nyitott és a 48. volt a legjobb helyezése. A brit R&B listán az eredeti dal a 21. helyig jutott, a remixváltozat pedig a 36. pozícióig. Európa-szerte a dal remixváltozata szerepelt a spanyol kislemezlistán, és a nem hivatalos belga kislemezlistákon. Csehországban a Lady Gagával készült bővített változat a 39. helyen debütált 2010. február 17-én.
| Slágerlista                     | Legjobb helyezés |
| ------------------------------- | ---------------- |
| Ausztrál kislemezlista          | 66               |
| Ausztrál Urban kislemezlista    | 20               |
| Brit kislemezlista              | 58               |
| Brit R&B lista                  | 21               |
| Spanyol kislemezlista           | 26               |
| USA Hot Dance Club Songs lista  | 9                |
| USA Hot R&B/Hip-Hop Songs lista | 37               |

| Slágerlista                        | Legjobb helyezés |
| ---------------------------------- | ---------------- |
| Ausztrál kislemezlista             | 31               |
| Ausztrál Urban kislemezlista       | 9                |
| Belga Tip kislemezlista (Flandria) | 4                |
| Belga Tip kislemezlista (Vallónia) | 14               |
| Brazil Hot 100 rádiós lista        | 70               |
| Brit R&B lista                     | 36               |
| Cseh rádiós lista                  | 39               |
| Orosz rádiós lista                 | 149              |
| Új-Zélandi kislemezlista           | 32               |
| USA Billboard Hot 100 lista        | 65               |
| USA Hot Dance Club Songs lista     | 1                |

### Első helyezések
| Előző Goldfrapp - Rocket | U.S. Hot Dance Club Songs lista első helyezettje 2010. május 8. - 2010. május 15. | Következő Rihanna - Rude Boy |

## Megjelenés
| Ország             | Dátum              | Formátum           | Változat             |
| ------------------ | ------------------ | ------------------ | -------------------- |
| Egyesült Királyság | 2009. november 17. | CD kislemez        | Album verzió         |
| Egyesült Királyság | 2009. december 21. | Digitális letöltés | Remix csomag         |
| Franciaország      | 2009. november 20. | Digitális letöltés | 3 számos             |
| Egyesült Államok   | 2009. november 20. | Digitális letöltés | A bónusz számok – EP |

## Közreműködők
- Beyoncé – Eredeti előadó, producer
- Lady Gaga – Közreműködő előadó, bővített remixváltozat
- Tom Coyne – Maszterizálás
- Jim Caruana – Hangmérnök
- Eddy Schreyer – Maszterizálás, bővített remixváltozat
- William "Vybe Chyle" Burke – Hangmérnök, bővített remixváltozat
- Mathew Knowles – Executive producer
- Miles Walker – Hangmérnök
- Bangladesh – Producer

## Fordítás
- Ez a szócikk részben vagy egészben  a   Video Phone című angol Wikipédia-szócikk fordításán alapul.  Az eredeti cikk szerkesztőit annak laptörténete sorolja fel. Ez a jelzés csupán a megfogalmazás eredetét és a szerzői jogokat jelzi, nem szolgál a cikkben szereplő információk forrásmegjelöléseként.